# Mega Shark vs. Kolossus
Mega Shark vs. Kolossus è un film del 2015 diretto da Christopher Douglas-Olen Ray.
B-movie, prodotto dalla The Asylum, con Illeana Douglas come protagonista. È il quarto capitolo della serie di Mega Shark.